# Зубовка (река)
Зубовка — река в России, протекает на полуострове Рыбачий в Печенгском районе Мурманской области. Впадает в Зубовскую губу Баренцева моря. Длина реки составляет 14 км.

## Данные водного реестра
По данным государственного водного реестра России относится к Баренцево-Беломорскому бассейновому округу, водохозяйственный участок реки — реки бассейна Баренцева моря от восточной границы реки Печенга до западной границы бассейна реки Воронья, без рек Тулома и Кола. Речной бассейн реки — бассейны рек Кольского полуострова, впадает в Баренцево море.
Код объекта в государственном водном реестре — 02010000612101000000547.